# أبو بكر بن أبي عيسى
أبو بكر بن أبي عيسى أحمد بن عمر بن أبي عيسى الأنصاري ويُعرف أيضاً باسم ابن أبي عيسى الأنصاري، هوَ رياضي من علماء الأندلس في القرن الرابع الهجري، ذكره صاعد الأندلسي في كتابه طبقات الأمم حيثُ قال «كان متقدماً في العدد والهندسة والنجوم، فكان يجلس لتعليم ذلك أيام الحكم».

## حياته
أبو بكر بن أبي عيسى واسمهُ أحمد بن محمد بن أحمد بن محمد بن عمر بن أحمد بن محمد بن الأعلى بن عبد الغافر بن عبد المجيد بن عبد الله بن أبي عيسى عبد الرحمن بن جرت الأنصاري صاحب الرسول محمد.